# Milesia balteata
Milesia balteata är en tvåvingeart som beskrevs av Kertesz 1901. Milesia balteata ingår i släktet Milesia och familjen blomflugor. Inga underarter finns listade i Catalogue of Life.